# 카를 폰 프리슈
카를 폰 프리슈(Karl von Frisch, 1886년 11월 20일 ~ 1982년 6월 12일)는 꿀벌의 집단 행동을 주로 연구한 오스트리아의 동물학자이다. 1973년 노벨 생리학·의학상을 수상하였다.